# Evgenij Semënov
Evgenij Aleksandrovič Semënov (in russo Евгений Александрович Семёнов?; trasl. angl.: Yevgeny Aleksandrovich Semyonov; 21 dicembre 1920 – dicembre 1988) è stato un pallanuotista sovietico, che ha disputato il torneo di pallanuoto ai Giochi di Helsinki 1952.